# Водлозеро
Водло̀зеро (Водло, Водлоезеро, Вод) е езеро в Европейската част на Русия, Република Карелия. С площ от 322 km² е 7-о по-големина езеро в Република Карелия и 38-о по големина в Русия.

## Географска характеристика

### Географски показатели
Водлозеро е разположено в северната част на Източноевропейската равнина, източно от Онежкото езеро, в югоизточната част на Република Карелия, на 136 m н.в. То е среден водоем в речната система на река Нева, вливаща се в Балтийско море.
Котловината на езерото е с ледниково-тектонски произход. То има удължена 36,2 km от север на юг овална форма, ширина 15,9 km, с далеко вдаващи се в него полуострови. Дели се на три отделни басейна: южен, централен и северен, като най-дълбок е централният басейн с максимална дълбочина от 16,3 m. Бреговете му са ниски и каменисти, силно разчленени с дължина 232 km. Релефът на дъното е сложен: заедно с обширните равнинни участъци има и плитчини и резки понижения, вследствие от движението на древния ледник покривал тези райони. По данни от Държавния воден регистър на Русия площта му е 322 km2, а по данни от различни енциклопедии – 334 km2. По литературни данни през втората половина на ХІХ век площта на езерото се е изменяла от 334 km2 до 370 km2 и средно е съставлявала 349 km2. Средният му обем е 0,91 km3. В езерото има 196 острова с обща площ 34 km2. Най-големи острови са: Канданаволок, Колгостров, Великостров, Пелгостров, Шуйостров, Охтом, Рагуново, Вигостров, Мар и Кингостров.
През 1934 г. езерото е било превърнато във водохранилище със сезонно регулиране и се използвало за транспорт на дървен материал. За тази цел на двете изтичащи от него реки Суха Водла и Вама са били изградени дървени регулиращи се във височина преградни стени. През 1990-те години транспорта на дървен материал е бил прекратен и водохранилището започва да се използва за водоснабдяване на околните населени места. През 2006 г. дървената преградна стена на река Вама е била заменена с бетонна нерегулираща се преградна стена, която позволява да се поддържа минимално водно ниво целогодишно. По този начин хидроложкия режим на езерото е възвърнат към естествения си цикъл.

### Водосборен басейн
Водосборният басейн на езерото Водлозеро по данни от Държавния воден регистър на Русия е 5290 km2, а по други литературни данни – 4960 km2. Речната му система е силно развита, основно на територията на Архангелска област. Около 3/4 от общото количество речна вода постъпваща в езерото се внася от река Илекса (155 km), вливаща се от север в него. Останалите притоци са малки реки, като по значителните са: Римбас, Сомбома, Долна Охтома, Келка и Гаужа. Оттокът на езерото Водлозеро се осъществява от две реки: Суха Водла изтичаща от североизточния му край и Вама – от югоизточния му край. На около 20 km източно от него двете реки се свързват и дават началото на река Водла, влища се в Онежкото езеро. От там чрез река Свир, Ладожкото езеро и река Нева водите на Водлозеро достигат до Балтийско море.

### Хидроложки показатели
Езерото Водлозеро се отнася към групата на транзитно-акумулативните водоеми. Средната многогодишна амплитуда на водното ниво е 2,05 m, максимална – 3,07 m. Водата в езерото е слабо минерализирана (под 30 г/л). Съдържанието на органични вещества е високо и цветът на водата е тъмно жълт поради високата заблатеност във водосборния му басейн. Прозрачността на водата е от 1,5 до 2,4 m.
Езерото замръзва обикновено около средата на ноември, а се размразява в края на април или началото на май. През лятото, поради сравнително малката му дълбочина водата в него доста се нагрява и достига до 20 – 25 °C.

## Стопанско значение, населени места
На брега на езерото има множество малки населени места, като най-голямо е село Кугановолок, разположено на полуостров, вдаващ се навътре в него на южното му крайбрежие. Бреговете на езерото са покрити с гъсти иглолистни гори: ела, смърч и лиственица. Характеризира се с висока рибопродуктивност (до 8 кг/ха). Водите му се използват за водоснабдяване на близките селища, любителски и промишлен риболов и за развлекателни цели. Езерото Водлозеро, заедно с целия негов водосборен басейн попада във „Водлозерския национален парк“ създаден през 1991 г., като по този начин неговото стопанско използване е регламентирано.

## Топографски карти
- Лист от карта P-37-XIII,XIV Водла. Мащаб: 1 : 200 000. Указать дату выпуска/состояния местности.